# Rhysopus
Rhysopus klynstrai es una  especie de coleóptero adéfago de la familia Carabidae y el único miembro del género monotípico Rhysopus.